# Aguajito
El Aguajito (auch bekannt unter dem Namen Santa Ana) ist eine Caldera in Mexiko am Golf von Kalifornien unmittelbar nordöstlich des Vulkans Tres Virgenes und nordwestlich der Caldera La Reforma. Ihr Durchmesser beträgt rund 10 km, die höchste Erhebung liegt bei 1300 m.
Die rhyolitische Caldera entstand bei einer mächtigen Eruption vor etwa 760.000 Jahren (K-Ar datiert). Der größte Teil des ausgeworfenen Materials lagerte sich im Golf von Kalifornien ab. Einige rhyolitische Lavadome am nördlichen Rand wurden auf ein Alter zwischen 500.000 und 40.000 Jahren datiert, einige dazitische Lavadome am Südende der Caldera scheinen älter zu sein. Die geologische Cimarron-Spalte durchquert das Caldera-Zentrum in einer nordnordost-südsüdwestlichen Ausrichtung. Am südlichen Ende der Caldera befinden sich heiße Quellen. Während geothermischer Erkundungen wurden seismische Aktivitäten registriert.